# Close Enough for Rock 'n' Roll
Close Enough for Rock 'n' Roll è il settimo album dei Nazareth, pubblicato dalla Mountain Records nel marzo del 1976.

## Tracce
Brani composti da: Dan McCafferty, Manny Charlton, Pete Agnew e Darrell Sweet, eccetto dove indicato.
Lato A
1. Telegram – 7:11
2. Vicki – 2:24 – Brano strumentale
3. Homesick Again – 4:30
4. Vancouver Shakedown – 4:09

Durata totale: 18:14
Lato B
1. Born Under the Wrong Sign – 3:56
2. Loretta – 3:20
3. Carry Out Feelings – 3:18
4. Lift the Lid – 3:52
5. You're the Violin – 4:45 (Jeff Barry)

Durata totale: 19:11
Edizione CD del 1998, pubblicato dalla Castle Communications (ESMCD 618)
Brani composti da: Dan McCafferty, Manny Charlton, Pete Agnew e Darrell Sweet, eccetto dove indicato
1. Telegram
2. Vicki
3. Homesick Again
4. Vancouver Shakedown
5. Born Under the Wrong Sign
6. Loretta
7. Carry Out Feelings
8. Lift the Lid
9. You're The Violin (Jeff Barry)
10. Holy Roller (Pete Agnew, Dan McCafferty, Darrell Sweet) – Bonus Track - Single A-Side
11. You're the Violin (Jeff Barry) – Bonus Track - Edited A-Side
12. Carry Out Feelings – Bonus Track - US Single Edit

## Formazione
- Dan McCafferty - voce
- Manny Charlton - chitarre
- Pete Agnew - basso, pianoforte
- Darrell Sweet - batteria, percussioni

Note aggiuntive
- Registrato e mixato al Le Studio di Montreal, Canada
- John Punter - ingegnere del suono
- Nick Blagona - ingegnere del suono